# Wang-an
Wang-an (en chino: 望安鄉 o bien Isla Wang'an) es una isla y municipio rural en las Islas Pescadores, en Taiwán. Se encuentra en el mar al sur de Pescadores (澎湖群島). Hay diecinueve islotes en total con nueve aldeas en seis de los islotes. Cuatro aldeas en la isla principal, mientras que otras están en su propio islote.